# Segunda Manzana Zundhó
Segunda Manzana Zundhó är en ort i Mexiko.   Den ligger i kommunen Alfajayucan och delstaten Hidalgo, i den sydöstra delen av landet, 110 km norr om huvudstaden Mexico City. Segunda Manzana Zundhó ligger 1 913 meter över havet och antalet invånare är 327.
Terrängen runt Segunda Manzana Zundhó är kuperad åt sydost, men åt nordväst är den platt. Runt Segunda Manzana Zundhó är det ganska tätbefolkat, med 60 invånare per kvadratkilometer. Närmaste större samhälle är Alfajayucan, 1,3 km nordväst om Segunda Manzana Zundhó. Omgivningarna runt Segunda Manzana Zundhó är i huvudsak ett öppet busklandskap.